# コーフィ郡 (テネシー州)
コーフィ郡（英: Coffee County）は、アメリカ合衆国テネシー州の中央部南に位置する郡である。2010年国勢調査での人口は52,796人であり、2000年の48,014人から10.0%増加した。郡庁所在地はマンチェスター市（人口10,102人）であり、同郡で人口最大の都市はタラホーマ市（人口18,579人）である。
コーフィ郡はタラホーマ小都市圏に属している。

## 歴史
コーフィ郡は1836年にベッドフォード郡、ウォーレン郡、フランクリン郡のそれぞれ一部を合わせて設立された。

## 地理
アメリカ合衆国国勢調査局に拠れば、郡域全面積は434平方マイル (1,124.1 km2)であり、このうち陸地429平方マイル (1,111.1 km2)、水域は6平方マイル (15.5 km2)で水域率は1.29%である。

### 主要高規格道路
- 州間高速道路24号線
- アメリカ国道41号線
- アメリカ国道41A号線

### 隣接する郡
- キャノン郡 - 北
- ウォーレン郡 - 北東
- グランディ郡 - 東
- フランクリン郡 - 南
- ムーア郡 - 南西
- ベッドフォード郡 - 西
- ラザフォード郡 - 北西

## 人口動態

2000人口ピラミッド

以下は2000年国勢調査による人口統計データである。
| 基礎データ - 人口: 48,014人 - 世帯数: 18,885 世帯 - 家族数: 13,597 家族 - 人口密度: 43人/km2（112人/mi2） - 住居数: 20,746軒 - 住居密度: 19軒/km2（48軒/mi2） 人種別人口構成 - 白人: 93.43% - アフリカン・アメリカン: 3.59% - ネイティブ・アメリカン: 0.30% - アジア人: 0.74% - 太平洋諸島系: 0.03% - その他の人種: 0.91% - 混血: 1.00% - ヒスパニック・ラテン系: 2.19% 年齢別人口構成 - 18歳未満: 25.1% - 18-24歳: 8.3% - 25-44歳: 28.4% - 45-64歳: 23.6% - 65歳以上: 14.6% - 年齢の中央値: 38歳 - 性比（女性100人あたり男性の人口） - 総人口: 95.1 - 18歳以上: 92.3 | 世帯と家族（対世帯数） - 18歳未満の子供がいる: 32.4% - 結婚・同居している夫婦: 56.9% - 未婚・離婚・死別女性が世帯主: 11.1% - 非家族世帯: 28.0% - 単身世帯: 24.3% - 65歳以上の老人1人暮らし: 10.3% - 平均構成人数 - 世帯: 2.50人 - 家族: 2.96人 収入と家計 - 収入の中央値 - 世帯: 34,898米ドル - 家族: 40,228米ドル - 性別 - 男性: 32,732米ドル - 女性: 21,014米ドル - 人口1人あたり収入: 18,137米ドル - 貧困線以下 - 対人口: 14.3% - 対家族数: 10.9% - 18歳未満: 17.8% - 65歳以上: 15.2% |

### センチュリー農園
コーフィ郡には12か所のセンチュリー農園がある。最古の農園は1818年に設立されたシャムロック・エーカーズである。その他の農園は以下のものである。
- ベックマン農園
- ブラウン・デイリー農園
- カーデン・ランチ
- クラウチ・ラムゼー農園
- フリーズ農園
- ザ・ホームステッド農園
- ジェイコブス農園
- ロング農園
- シャムロック・エーカーズ
- サンライズビュー農園
- トマス農園、ファラー蒸留所がある

## 都市と町
- ヒルズボロ
- マンチェスター - 郡庁所在地
- ノア
- タラホーマ
- ビーチグローブ

## 行事
ボナルー音楽祭は2002年から毎年郡内で開催されている。

## 見どころ
- アーノルド技術開発センター
- ジョージ・ディッケル、 テネシー・ウイスキー蒸留所
- オールド・ストーン・フォート — オールド・ストーン・フォート考古学公園の一部、マンチェスター市の西
- ショーとスプリングス州立自然保護地域[8]
- ファラー蒸留所 – アメリカ合衆国国家歴史登録財に指定